# Martiniano (nome)
Martiniano  è un nome proprio di persona italiano maschile.

## Varianti
- Femminili: Martiniana[1][2]

### Varianti in altre lingue
- Catalano: Martinià[3]
- Croato: Martinijan
- Francese: Martinien
- Inglese: Martinian
- Latino: Martinianus[1][3]
- Polacco: Martynian
- Russo: Мартиниан (Martinian)
- Spagnolo: Martiniano[3]
- Ucraino: Мартініан (Martinian)

## Origine e diffusione
Nome di scarsa diffusione, deriva dal gentilizio latino Martinianus, un patronimico derivato da Martinus, e significa quindi "appartenente a Martino", "relativo a Martino".

## Onomastico
L'onomastico si festeggia generalmente il 2 luglio in ricordo di san Martiniano, martire a Roma con san Processo. Con questo nome si ricordano anche, alle date seguenti:
- 13 febbraio, san Martiniano, eremita presso Cesarea marittima e poi ad Atene[4]
- 3 settembre, san Martiniano, vescovo di Como[4]
- 16 ottobre, san Martiniano, martire con i santi Saturiano e Massima in Africa sotto Genserico[4]
- 5 dicembre, san Martiniano, uno dei soldati della legione tebea[4]
- 29 dicembre, san Martiniano, vescovo di Milano[4]

## Persone
- Martiniano, funzionario romano del IV secolo
- Martiniano, generale romano del V secolo
- Sesto Martiniano, imperatore romano
- Martiniano di Milano, arcivescovo e santo italiano